# Alvord (Texas)
Alvord é uma cidade  localizada no estado norte-americano do Texas, no Condado de Wise.

## Demografia
Segundo o censo norte-americano de 2000, a sua população era de 1007 habitantes. 
Em 2006, foi estimada uma população de 1425, um aumento de 418 (41.5%).

## Geografia
De acordo com o United States Census Bureau tem uma área de 
3,6 km², dos quais 3,6 km² cobertos por terra e 0,0 km² cobertos por água. Alvord localiza-se a aproximadamente 268 m acima do nível do mar.

## Localidades na vizinhança
O diagrama seguinte representa as localidades num raio de 24 km ao redor de Alvord. 